# Zella (geslacht)
Zella is een geslacht van weekdieren uit de klasse van de Gastropoda (slakken).

## Soort
- Zella beddomei (Petterd, 1884)